# 99.9%
Albums de Kaytranada
Supreme Laziness (avec The Celestics)
(2014)
Singles
1. Leave Me Alone
Sortie : 12 août 2014
2. Drive Me Crazy
Sortie : 27 janvier 2015
3. Bus Ride
Sortie : 17 mars 2016
4. Glowed Up
Sortie : 7 avril 2016
5. Lite Spots
Sortie : 10 mai 2016

99.9% est le premier album du producteur de musique électronique canadien Kaytranada, sorti le 6 mai 2016 sur les labels XL Enregistrements hors Canada et HW&W Recordings au Canada. De nombreux artistes ont contribué à cet album de quinze pistes, comme Anderson .Paak, Vic Mensa, Little Dragon, Syd, Craig David, AlunaGeorge, et BadBadNotGood , entre autres. Cinq singles figurent sur l'album : "Leave Me Alone", avec Shay Lia, "Drive Me Crazy" avec Vic Mensa, "Bus", "Glowed Up" avec Anderson .Paak, et "Lite Spots".
Le 19 septembre 2016, l'album a été désigné lauréat du Prix de musique Polaris.

## Liste des pistes
Toutes les pistes ont été produites par Kaytranada.
| No  | Titre                                               | Auteur | Durée |
| --- | --------------------------------------------------- | --- | ----- |
| 1.  | Track Uno                                           | Kenneth Gold, Kevin Celestin, Michael Denne                                                               | 5:44  |
| 2.  | Bus Ride (featuring Karriem Riggins et River Tiber) | Karriem Riggins, Celestin, Tommy Paxton-Beesley                                                           | 2:13  |
| 3.  | Got It Good (featuring Craig David)                 | Jaime Alem, Celestin, Craig David, Tre Jean-Marie, Lauren Faith                                           | 3:48  |
| 4.  | Together (featuring AlunaGeorge and GoldLink)       | D'Anthony Carlos, Celestin, Aluna Francis                                                                 | 3:17  |
| 5.  | Drive Me Crazy (featuring Vic Mensa)                | Alan Hawkshaw, Celestin, Victor Mensah                                                                    | 4:37  |
| 6.  | Weight Off (featuring BADBADNOTGOOD)                | Alexander Sowinski, Chester Hansen, Celestin, Leland Whitty, Matthew A. Tavares                           | 2:35  |
| 7.  | One Too Many (featuring Phonte)                     | Celestin, Phonte Colman                                                                                   | 3:38  |
| 8.  | Despite the Weather                                 | Bob Selvin, Celestin                                                                                      | 2:01  |
| 9.  | Glowed Up (featuring Anderson .Paak)                | Brandon Anderson, Eric Peters, Celestin, Robert Hunter                                                    | 4:58  |
| 10. | Breakdance Lesson N.1                               | David Frank, Celestin, Michael Murphy                                                                     | 4:28  |
| 11. | You're the One (featuring Syd)                      | Sydney Bennett, Celestin, Nicholas Eaholtz                                                                | 3:47  |
| 12. | Vivid Dreams (featuring River Tiber)                | Celestin, Paxton-Beesley                                                                                  | 4:36  |
| 13. | Lite Spots                                          | Jards Macalé, Celestin, Waly Salomão                                                                      | 3:50  |
| 14. | Leave Me Alone (featuring Shay Lia)                 | Celestin, Shay Lia,                                                                                       | 4:37  |
| 15. | Bullets (featuring Little Dragon)                   | Sowinski, Hansen, Erik Bodin, Fredrik Wallin, Håkan Wirenstrand, Celestin, Whitty, Tavares, Yukimi Nagano | 4:59  |

| 16. | Nobody Beats the Kay | Celestin | 2:03 |

Notes
- "Track Uno" contient des échantillons de "I Figure I'm Out of Your Life" interprété par Delegation [14]
- "Lite Spots" contient des échantillons de "Pontos De Luz" interprété par Gal Costa [15]

## Classement
| Classement (2016)                        | Meilleure position |
| ---------------------------------------- | ------------------ |
| Australie (ARIA)                         | 21                 |
| Belgique (Flandre Ultratop)              | 38                 |
| Belgique (Wallonie Ultratop)             | 106                |
| Canada (Canadian Albums)                 | 24                 |
| Pays-Bas (Mega Album Top 100)            | 29                 |
| France (SNEP)                            | 81                 |
| Allemagne (Media Control AG)             | 94                 |
| Irlande (IRMA)                           | 83                 |
| Nouvelle-Zélande (RIANZ)                 | 31                 |
| Suisse (Schweizer Hitparade)             | 54                 |
| Royaume-Uni (UK Albums Chart)            | 31                 |
| États-Unis (Billboard 200)               | 73                 |
| États-Unis (Top Dance/Electronic Albums) | 2                  |